# بلير ثورنتون
بلير ثورنتون هو كاتب أغاني وعازف قيثارة كندي، ولد في 23 يوليو 1950 في فانكوفر في كندا.

## وصلات خارجية
- بلير ثورنتون على موقع ميوزك برينز (الإنجليزية)
- بلير ثورنتون على موقع أول ميوزيك (الإنجليزية)
- بلير ثورنتون على موقع ديسكوغز (الإنجليزية)